# Gentiana kwangsiensis
Gentiana kwangsiensis là một loài thực vật có hoa trong họ Long đởm. Loài này được T.N. Ho mô tả khoa học đầu tiên năm 1984.